# 叱咤風雲 (2021年電影)
《叱吒風雲》是一部2021年上映的臺灣電影。由陳奕先執導，曹佑寧、昆凌、范逸臣、高英軒、柯有倫及林暐恆主演。電影於2021年1月16日在臺灣上映。2021年12月18日，本片在台灣地區 Disney+ 串流上架。

## 劇情
故事圍繞聯盟史上第一個女車手呂莉莉（昆凌 飾）、賽車模擬器宅男杜傑克（曹佑寧 飾）和過氣車王李一飛（范逸臣 飾）展開，機緣巧合下，各懷心事的三人成為了幫助Lions車隊重回巔峰的“救命稻草”，但是在相處合作中，他們卻矛盾頻出，再加上實力強勁的對手屢屢挑釁，讓他們的前路充滿未知。內憂外患之下，三人究竟能否實現成長，完成各自的夢想？ Lions車隊又能否再度擁有曾經的輝煌與榮光？

## 演員
- 曹佑寧 飾 杜傑克，擅長玩賽車遊戲的宅男，為了暗戀的高中同學呂莉莉，決定參與真實世界的賽車。
- 昆凌 飾 呂莉莉，Lions 車隊新人賽車手，與杜傑克是高中同學，因為賽車時發生車禍，決定找杜傑克參與賽車。
- 范逸臣 飾 李一飛，Lions 車隊賽車手，前車王，自視甚高，對其他賽車手都有敵意。
- 高英軒 飾 宋杰，Wolves 車隊賽車手，前 Lions 車隊賽車手，跳槽後為敵對關係，在最後的比賽輸了呂莉莉和杜傑克。
- 柯有倫 飾 申和維，通稱阿申，Lions 車隊老闆，因 Lions 車隊缺乏贊助商，決定找遊戲公司贊助舉辦電玩賽車手參與實際賽車的活動。
- 林暐恆 飾 凱文(Kevin)，Lions 車隊團隊成員之一。
- 劉畊宏 飾 馬致，Snakes 車隊賽車手，因不滿杜傑克的開車技術太爛，發生衝突。
- 王俊凱 飾 少年K，在最後的場景出現，挑戰Showy。
- 周杰倫 飾 杰秀人(Showy)，街頭賽車的車手，是杜傑克想挑戰的對象。
- 林慶台 飾 老申，阿申的爸爸，Lions 車隊第一代老闆，他率先發掘李一飛及宋杰。
- 許慧欣 飾 許娜，李一飛的妻子，育有一女。
- 彭康育 飾 車手
- 陳欣健 飾 腦科醫生，李一飛就醫治療的腦科醫生。
- 孫協志 飾 機械科老師
- 歐陽龍 飾 聯賽主席
- 李玉璽 飾 小次郎，Wolves 車隊車手之一，與宋杰同隊。

## 製作
《叱吒風雲》製作費高達3億元新台幣(約8,430萬港元)。

## 票房
臺灣方面，首週兩天票房為新臺幣613萬元；次週票房累計至新臺幣1550萬元；第三週票房累計至新臺幣2296萬元；第四週票房累計至新臺幣2653萬元。

## 獲獎與提名
| 年份   | 頒獎典禮     | 獎項         | 名字 | 結果 |
| ------ | ------------ | ------------ | --- | ---- |
| 2021年 | 第58屆金馬獎 | 最佳動作設計 | 陳文輝, 朱科豐, 馮仁稚 | 獲獎 |
| 2021年 | 第58屆金馬獎 | 最佳音效     | 布姆·苏瓦贡达（Boom Suvagondha）、史提夫·米勒（Steve Miller）、瓦拉特·普拉泽特拉普（Warat Prasertlap）、瓦鲁特·奥帕斯瓦塔纳库（Varut Opaswatanakul） | 提名 |

## 外部連結
- 開眼電影網上《叱咤風雲》的資料（繁體中文）
- 台灣電影網上《叱咤風雲》的資料（繁體中文）
- Yahoo奇摩電影上《叱咤風雲》的資料（繁體中文）